# Amsacta roseicostis
Amsacta roseicostis är en fjärilsart som beskrevs av Butler 1875. Amsacta roseicostis ingår i släktet Amsacta och familjen björnspinnare. Inga underarter finns listade i Catalogue of Life.